# Geophis laticinctus
Espèce
Statut de conservation UICN

 LC  : Préoccupation mineure
Geophis laticinctus est une espèce de serpents de la famille des Dipsadidae.

## Répartition
Cette espèce est endémique du Chiapas au Mexique. Elle se rencontre entre 730 et 1 800 m d'altitude.

## Publication originale
- Smith & Williams, 1963 : New and noteworthy amphibians and reptiles from southern México. Herpetologica, vol. 19, p. 22-27.